# Lijst van voetbalinterlands Angola - Congo-Kinshasa
Deze lijst van voetbalinterlands is een overzicht van alle officiële voetbalwedstrijden tussen de nationale teams van Angola en Congo-Kinshasa (dat van 1971 tot 1997 Zaïre heette). De Afrikaanse landen speelden tot op heden negentien keer tegen elkaar. De eerste ontmoeting was een vriendschappelijke wedstrijd op 29 augustus 1981 in Luanda. Het laatste duel, een groepswedstrijd tijdens het African Championship of Nations 2024 , werd gespeeld op 14 augustus 2025 in Nairobi (Kenia).

## Wedstrijden
| №  | Plaats      | Datum            | Competitie                           | Wedstrijd               | Uitslag |
| -- | ----------- | ---------------- | ------------------------------------ | ----------------------- | ------- |
| 1  | Luanda      | 29 augustus 1981 | Vriendschappelijk                    | Angola − Zaïre          | 1 − 1   |
| 2  | Kinshasa    | 29 maart 1987    | Afrika Cup 1988 kwalificatie         | Zaïre − Angola          | 3 − 0   |
| 3  | Luanda      | 11 april 1987    | Afrika Cup 1988 kwalificatie         | Angola − Zaïre          | 1 − 0   |
| 4  | Brazzaville | 21 april 1987    | Vriendschappelijk                    | Zaïre − Angola          | 1 − 2   |
| 5  | Kinshasa    | 30 december 1988 | Vriendschappelijk                    | Zaïre − Angola          | 0 − 0   |
| 6  | Luanda      | 20 augustus 2003 | Vriendschappelijk                    | Angola − Congo-Kinshasa | 0 − 2   |
| 7  | Kinshasa    | 23 mei 2004      | Vriendschappelijk                    | Congo-Kinshasa − Angola | 1 − 3   |
| 8  | Caïro       | 25 januari 2006  | Afrika Cup 2006                      | Angola − Congo-Kinshasa | 0 − 0   |
| 9  | Kinshasa    | 22 augustus 2007 | Vriendschappelijk                    | Congo-Kinshasa − Angola | 3 − 1   |
| 10 | Dundo       | 27 augustus 2011 | Vriendschappelijk                    | Angola − Congo-Kinshasa | 1 − 2   |
| 11 | Luanda      | 7 november 2015  | Vriendschappelijk                    | Congo-Kinshasa − Angola | 0 − 1   |
| 12 | Butare      | 21 januari 2016  | African Championship of Nations 2016 | Congo-Kinshasa − Angola | 4 − 2   |
| 13 | Kinshasa    | 26 maart 2016    | Afrika Cup 2017 kwalificatie         | Congo-Kinshasa − Angola | 2 − 1   |
| 14 | Luanda      | 29 maart 2016    | Afrika Cup 2017 kwalificatie         | Angola − Congo-Kinshasa | 0 − 2   |
| 15 | Kinshasa    | 14 november 2020 | Afrika Cup 2021 kwalificatie         | Congo-Kinshasa − Angola | 0 − 0   |
| 16 | Luanda      | 17 november 2020 | Afrika Cup 2021 kwalificatie         | Angola − Congo-Kinshasa | 0 − 1   |
| 17 | Setúbal     | 17 oktober 2023  | Vriendschappelijk                    | Angola − Congo-Kinshasa | 0 − 0   |
| 18 | Dubai       | 6 januari 2024   | Vriendschappelijk                    | Congo-Kinshasa − Angola | 0 − 0   |
| 19 | Nairobi     | 14 augustus 2025 | African Championship of Nations 2024 | Angola − Congo-Kinshasa | 0 − 2   |

## Samenvatting
| Competitie                      | Totaal gespeeld | Winst Angola | Gelijk | Winst Congo-Kinshasa | Doelsaldo Angola – Congo-Kinshasa |
| ------------------------------- | --------------- | ------------ | ------ | -------------------- | --------------------------------- |
| Afrika Cup                      | 1               | 0            | 1      | 0                    | 0 − 0                             |
| Afrika Cup-kwalificatie         | 6               | 1            | 1      | 4                    | 2 − 8                             |
| African Championship of Nations | 2               | 0            | 0      | 2                    | 2 − 6                             |
| Vriendschappelijk               | 10              | 3            | 4      | 3                    | 9 − 10                            |
| Totaal                          | 19              | 4            | 6      | 9                    | 13 − 24                           |

Wedstrijden bepaald door strafschoppen worden, in lijn met de FIFA, als een gelijkspel gerekend.